# Lodderena formosa
Lodderena formosa är en snäckart som beskrevs av Powell 1930. Lodderena formosa ingår i släktet Lodderena och familjen Skeneidae. Inga underarter finns listade i Catalogue of Life.